# ایگرسوگ
ایگرسوگ (به مجاری: Égerszög) یک منطقهٔ مسکونی در مجارستان است که در ناحیه ادلنی واقع شده‌است. ایگرسوگ ۱۰٫۷۷ کیلومتر مربع مساحت و ۵۳ نفر جمعیت دارد.